# 列布里哈區

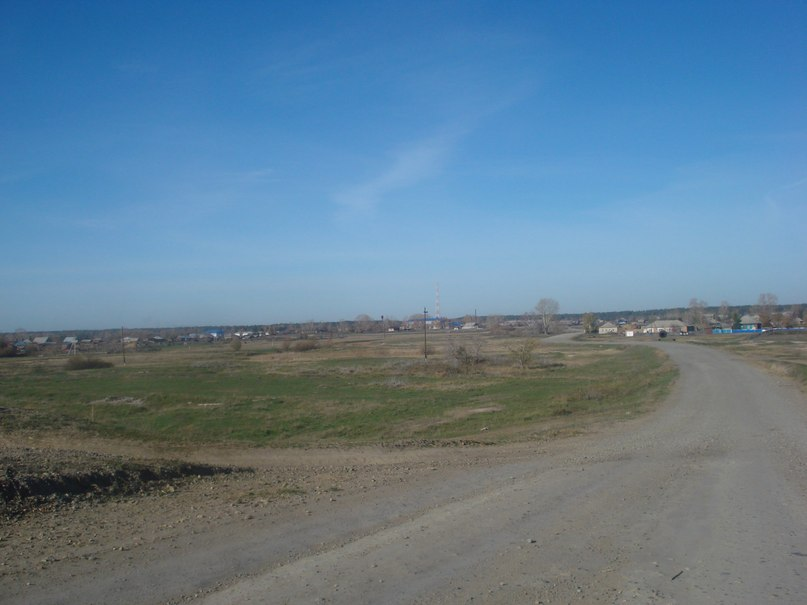

53°05′N 82°20′E / 53.083°N 82.333°E
列布里哈區（俄语：Ребрихинский район），是俄羅斯的一個區，位於該國南部，由阿爾泰邊疆區負責管轄，面積2,686平方公里，2010年人口24,559，人口密度每平方公里9.14人。